# 마셜 살린스
마셜 데이비드 살린스(Marshall David Sahlins, 1930년 12월 27일 ~ 2021년 4월 5일)는 미국의 문화인류학자이다. 태평양에서의 민속지학 연구와 인류학 이론에 대한 공로로 알려져 있다. 시카고 대학교 찰스 F. 그레이 인류학, 사회과학 석좌교수 및 명예교수이다. 미시간 대학교에서 학사와 석사를 받았으며 1954년 컬럼비아 대학교에서 〈폴리네시아의 사회계층론〉(Social Stratification in Polynesia: a Study of Adaptive Variation in Culture)으로 박사학위를 받았다. 저서로 《석기시대 경제학》(Stone Age Economics, 1972), 《역사의 섬들》(Islands of History, 1985) 등이 있다.

## 같이 보기
- 경제인류학
- 선물 경제
- 수렵채집사회